# Alfredo Gobbi
Alfredo Julio Floro Gobbi (París, 14 de mayo de 1912-Buenos Aires, 21 de mayo de 1965), conocido simplemente como Alfredo Gobbi, fue un violinista, pianista, director de orquesta y compositor de tango argentino.

## Biografía
Alfredo Gobbi nació en París, donde sus padres lo inscribieron en el Consulado del Uruguay mientras estaban allí trabajando como artistas de variedades. Su padre era Alfredo Eusebio Gobbi, su madre era la chilena Flora Rodríguez de Gobbi y su padrino de bautismo fue Ángel Villoldo. Antes de cumplir un año lo trajeron a Buenos Aires y pasó su infancia y adolescencia en el barrio porteño de Villa Ortúzar. Comenzó a estudiar piano a los seis años con el profesor Natalio Carnini, a los diez pasó a practicar con el violín y pronto se destacó por sus cualidades. Con esa edad trabajaba en su barrio como canillita y comenzó a estudiar violín en el Conservatorio Falconi de Canning y Santa Fe con el profesor  Natalio Carmini. A los 13 años debutó en un bar de Chacarita con un conjunto integrado por su amigo Orlando Goñi y el bandoneonista Domingo Triguero.

## Carrera artística
En 1926, compuso su primer tango, Perro fiel, y al año siguiente actuó en la orquesta del Teatro Nuevo, dirigida por el maestro Antonio Lozzi. En 1929 cambió transitoriamente el violín por el piano para tocar en solo en las tardes del 'Metropol'. Después pasó por las orquestas de Juan Maglio Pacho, de Roberto Firpo, Tirigall, Manuel Buzón, Anselmo Aieta, Pardo, con quien estrenó su tango Desvelo, Avile y Antonio Rodio.
Cuando Gobbi ingresó en la orquesta de Manuel Buzón eran pianistas Orlando Goñi y Jaime Gosis. La dejó para formar parte de otro sexteto con Aníbal Troilo y Alfredo Attadia en bandoneones, José Goñi en segundo violín y Agustín Furchi en contrabajo. Después vendrían el dúo con Osvaldo Pugliese, la orquesta de Pedro Laurenz donde fue primer violín, la de Joaquín Do Reyes, la de Balliot y en Montevideo la de Pintín Castellanos.
A sus actuaciones agregaba una muy calificada producción autoral —Desvelo (1928), Mi paloma, De punta y hacha (1930) y Cavilando, El andariego (en homenaje a su padre)— que lo ubicó entre los más destacados compositores del género.
En 1942, formó su primera orquesta, que debutó en el cabaré Sans Souci de la avenida Corrientes. Junto a Gobbi, que dirigía y tocaba el violín, la integraban el pianista Juan Olivero Pro, los bandoneonistas Deolindo Casaux, Toto D'Amario, Mario Demarco y Ernesto Rodríguez, el contrabajista Juan José Fantin, los violinistas Bernardo Hermino y Antonio Blanco y los cantores Julio Lucero (primer seudónimo del cantante Osvaldo Ribó), Walter Cabral y Pablo Lozano.
En 1945, debutó en radio y el 16 de mayo de 1947 hizo su primera grabación con La Viruta, de Vicente Greco, y el vals La Entrerriana, de su padre, cantado a dúo por Carlos Heredia y Hugo Soler, para el sello RCA Victor. Inició con la discográfica una relación que se extendió hasta 1957 en el curso de la cual se encuentran las realizaciones interpretativas que mejor definen la manera de Gobbi de expresar el tango. Cabe consignar que, además de dirigir su orquesta y ejecutar su instrumento, Gobbi también era el arreglista del conjunto.
En 1947, se incorpora Alberto Garralda como primer bandoneón Mario Demarco, Roca y Mauricio Schulman, a quien llamaban "El Buda", que más adelante tocó en la orquesta del chileno Luis Saravia, completaban la fila de bandoneones. A fines de 1950 se desvinculó Mario Demarco para independizarse y formar una cooperativa bajo su conducción y se lleva a Garralda, que retornó en 1953 por gestión de Jorge Maciel. En esa época también interpretó uno de sus sencillos más destacados titulado «Adoración», compuesto por los tangueros Ramón Argüello y Pedro Pidoto. Maciel se va en 1954 e ingresan los vocalistas Alfredo Del Río y Tito Landó y, en la misma época lo hacen el bandoneonista, compositor y arreglador Eduardo Rovira, Osvaldo Tarantino y Dino Saluzzi se agregan al conjunto en 1959.

## Integrantes destacados de su orquesta
Entre los calificados músicos que pasaron por la orquesta de Alfredo Gobbi se encuentran, entre otros, los bandoneonistas Cayetano Cámara, Edelmiro D'Amario, Mario Demarco, Alberto Garralda, Osvaldo Piro, Ernesto Tito Rodríguez y Eduardo Rovira; los contrabajistas Ramón Dos Santos, Juan José Fantín, Osvaldo Monteleone, Alcides Rossi y Omar Sansone; los pianistas Lalo Benítez, Roberto Cicare, Ernesto Romero, Osvaldo Tarantino y César Zagnoli y los violinistas  Hugo Baralis, Antonio Blanco, Bernardo Germino, Haroldo Gessaghi, Eduardo Salgado y Miguel Silvestre.

## Estilo musical
Aunque al principio en su estilo musical se observaba similitud con el de Carlos Di Sarli, como puede comprobarse escuchando las grabaciones del tango La viruta hechas por Di Sarli en 1943 y Gobbi en 1947, terminó por afirmarse en un estilo emparentado con el de Julio de Caro. Si bien Gobbi tenía menos formación académica que de Caro, supo emplear y mejorar la mayoría de los efectos tangueros que usaba este en su violín.  
Dice Luis Adolfo Sierra que Alfredo Gobbi:

Impuso así una manera distinta de sentir y de expresar el tango. Trajo en sus originales concepciones estéticas, de evidente filiación renovadora, reminiscencias de viejo tiempo, enmarcadas en el exacto equilibrio de los valores evolucionistas, que le permitieron la cristalización de una de las más coloridas, profundas, densas y auténticas expresiones del tango instrumental…. la imagen temperamental del tango de Alfredo Gobbi se refleja…en el estilo de su orquesta… Sin alardes excesivamente académicos, pero dentro de un tratamiento armónico de depurada musicalidad, utilizó…una división rítmica muy singular, logrando un tipo de tango preferentemente lento y acentuado, con atrayente utilización del "rubatto", de la "sincopa" y de los sutiles matices de interpretación… Los solos instrumentales encuentran siempre preferente y exacta ubicación en sus planteos orquestales, permitiendo el lucimiento de los instrumentistas, con particular predominio de su inimitable "violín romántico".

## Fallecimiento
Alfredo Gobbi murió en Buenos Aires el 21 de mayo de 1965, una semana después de su cumpleaños 53.

## Filmografía
- Barranca abajo (1937)
- Amalia (1936)
- Loco lindo (1936)